# Apanteles forbesi
Apanteles forbesi är en stekelart som beskrevs av Henry Lorenz Viereck 1910. Apanteles forbesi ingår i släktet Apanteles och familjen bracksteklar. Inga underarter finns listade i Catalogue of Life.